# Informe PISA
El informe del Programa para la Evaluación Internacional de los Estudiantes o Informe PISA (por sus siglas en inglés: Programme for International Student Assessment) es un estudio llevado a cabo por la OCDE a nivel mundial que mide el rendimiento académico de los estudiantes en matemáticas, ciencia y lectura. Su objetivo es proporcionar datos comparables que posibiliten a los países mejorar sus políticas de educación y sus resultados, ya que en este análisis no se evalúa al alumno, sino al sistema en el que está siendo educado. 
El estudio se basa en el análisis del rendimiento de estudiantes de 15 años a partir de unos exámenes estandarizados que (desde el año 2000) se realizan cada tres años en diversos países pertenecientes o no a la OCDE.

## Concepto
PISA se diferencia de los programas de evaluación de ECUADOR estudiantes anteriores por las siguientes características:
- El Informe PISA se realiza por encargo de los gobiernos y sus instituciones educativas.
- El Informe PISA debe llevarse a cabo regularmente, cada 3 años
- PISA examina a estudiantes de 15 años y no de un nivel escolar específico.
- PISA no evalúa materias escolares, sino que revisa las tres áreas de competencias: lectura, matemáticas y ciencias naturales, con pruebas diseñadas para ser independientes del currículum (y así poder comparar diversos países). Cada oleada se centra en una de estas competencias
- Los problemas por resolver deben ser presentados en contextos personales o culturales relevantes.
- PISA no analiza los programas escolares nacionales, sino que revisa los conocimientos, las aptitudes y las competencias que son relevantes para el bienestar personal, social y económico (OCDE 1999). Para ello no se mide el conocimiento escolar como tal, sino la capacidad de los estudiantes de poder entender y resolver problemas auténticos a partir de la aplicación de conocimientos de cada una de las áreas principales de PISA.
- La finalidad de PISA no es sólo describir la situación de la educación escolar en los países, sino también promover su mejora.

Cada estudio PISA cubre las tres áreas principales de competencia de lectura, matemáticas y ciencias naturales, aunque en cada ocasión revisa una de estas con mayor profundidad que las otras dos. De esta forma, en 2000 se examinó con más detenimiento la competencia de lectura, en 2003 las matemáticas y en 2006 las ciencias naturales. Debido al intervalo de 3 años que existe entre cada realización de pruebas, este ciclo se repite cada 9 años.
Con cada prueba se revisa igualmente otro tema relacionado con la educación. Así se revisaron en 2000 las estrategias de estudio, en 2003 la solución de problemas, en 2006 la formación básica de técnicas de información y en la de 2009, se midieron las capacidades de comprensión lectora en formato electrónico, en un módulo llamado PISA-ERA (Electronic Reading Assesment), cuyos resultados se entregaron durante 2011.
| Período | Foco principal | # países OCDE | # otros países | # estudiantes | Notas |
| ------- | -------------- | ------------- | -------------- | ------------- | --- |
| 2000    | Lectura        | 28            | 4              | 265 000       | Los Países Bajos no fueron incluidos en el análisis de datos. 11 países no-OCDE adicionales participaron en el test en 2002.             |
| 2003    | Matemáticas    | 30            | 11             | 275 000       | Gran Bretaña no fue incluida en el análisis de datos. También incluyó medición de resolución de problemas.                               |
| 2006    | Ciencias       | 30            | 27             |               | |
| 2009    | Lectura        | 30            | 41 + 10        | 470 000       | Adicionalmente diez países fuera de la OCDE tomaron la prueba en 2010.                                                                   |
| 2012    | Matemáticas    | 34            | 31             | 510 000       | |
| 2015    | Ciencias       | 35            | 37             | 540 000       | Por primera vez se utilizaron pruebas por computador, asimismo, se evaluaron también los conocimientos financieros de los participantes. |
| 2018    | Lectura        | 37            | 42             | 600 000       | |
| 2022    |                |               |                | 700 000       | |

### Resultados cuantitativos
PISA mide el rendimiento de los estudiantes en puntos a partir de una escala arbitraria. Por esta razón, el puntaje solamente puede ser interpretado una vez que se revise en un contexto determinado, lo cual sucede generalmente en la comparación entre distintos países. Por esto, los informes de la OCDE se presentan generalmente en forma de listas de países o escalafones.

### Promedios de competencias
La estadística más atendida es aquella que resume el rendimiento de los estudiantes mediante el promedio de los puntajes obtenidos. En la siguiente tabla se presentan los resultados de los estados de la OCDE. Igualmente aparece el lugar que ocupa cada país perteneciente a la OCDE.
En los informes oficiales, las clasificaciones de los países se comunican de una forma más elaborada, no como las listas, sino, como tablas de indicación, que indican si las diferencias de las medias de cada par de países son estadísticamente significativas o no (algo poco probable debido a las fluctuaciones aleatorias en el muestreo de los estudiantes o en el funcionamiento del artículo). En los casos favorables, una diferencia de 9 puntos es suficiente para ser considerado significativa.
En algunos medios de comunicación populares, los resultados del examen de los tres dominios de alfabetización se han consolidado en un rango general del país. Dicho metaanálisis no está avalado por la OCDE. Los informes oficiales sólo contienen puntuaciones de los países de dominio específico. En algunas partes de los informes oficiales, sin embargo, la puntuación del ítem principal del período se utilizan como proxy para la capacidad general de los estudiantes.

### Particularidades
- España, junto con Portugal, son los países donde la tasa de estudio de la Formación Profesional es la más baja con un 24 % frente al 65 % de Finlandia y al 76 % de los Países Bajos.[11]
- En la zona flamenca de Bélgica el rendimiento de los estudiantes es considerablemente mejor que en la zona francófona. De hecho, en el primer caso los resultados se comparan con los de los países a la cabeza.
- En Suiza no hay diferencias importantes entre las zonas alemana y francesa, sin embargo, en la región italiana las calificaciones son un poco menores.
- Los resultados del Tirol del Sur son excelentes y se comparan con los de los países con puntuación más alta. No parece haber una diferencia significativa entre los institutos alemanes e italianos en esta zona.
- En Finlandia, los resultados de la minoría sueca (aproximadamente un 5 % de la población) aparecen 10 a 35 puntos por debajo de la mayoría finesa.
- La mayoría anglófona en Canadá obtuvo mejores resultados que la minoría francófona.

### Críticas
De acuerdo con Rindermann (2007) los exámenes PISA son comparables con los exámenes de cociente intelectual (CI), que evalúan solo en pequeña medida el conocimiento escolar y su aplicación. Señala que la gran mayoría de los ítems de los exámenes PISA pueden deducirse sin conocimientos del currículo escolar y los resultados obtenidos pueden deberse más a diferencias en el CI promedio de los países que en la eficiencia de sus sistemas educativos. En el CI entran en juego diversos factores ajenos a la escolaridad como el cuidado prenatal y la alimentación en la infancia. Así, países con menores rentas per cápita o un mayor número de inmigrantes o minorías sociales tienen menores resultados, sin embargo en los exámenes TIMSS, países de Europa del Este obtuvieron las mayores puntuaciones, incluso mejores que Finlandia, que obtuvo el puesto 14 en los TIMSS de matemáticas de 1999 y el puesto 8 en los de 2011 (Finlandia no participó en los TIMSS de 2003 ni 2007).
De acuerdo con la revista Forbes, algunos países han seleccionado muestras de regiones con mayores logros educativos o entre estudiantes con mejor desempeño, sesgando los resultados. Cita ejemplos de países como China, Hong Kong, Macao, Taiwán, Singapur y Argentina.

### Comparación con otros estudios
La correlación entre las medias por país de PISA 2003 y TIMSS 2003 de octavo básico es de 0,84 en matemáticas y 0,95 en la ciencia. Los valores bajan al 0,66 y 0,79 si se excluyen los dos países en desarrollo con peores resultados. En general, los países occidentales tienen un mejor desempeño en PISA; y los países asiáticos y de Europa del Este lo hacen mejor en TIMSS. El equilibrio de contenidos y los años de escolaridad explican la mayor parte de la variación.

### Estudios específicos
Una evaluación de los resultados de 2003 mostró que los países que gastaron más en educación no necesariamente tuvieron mejores resultados que los que gastaron menos. Australia, Bélgica, Canadá, la República Checa, Finlandia, Japón, Corea, Nueva Zelanda y los Países Bajos gastaron menos que los Estados Unidos, pero lo hicieron relativamente bien, mientras que los Estados Unidos gastaron mucho más, pero estuvieron por debajo del promedio de la OCDE. La República Checa estuvo entre los diez primeros, pero solo gastó un tercio por estudiante de lo que gastaron los Estados Unidos, por ejemplo, pero los EE. UU. quedaron en el lugar 24 entre los 29 países comparados.
Otro punto planteado en la evaluación fue que los estudiantes de sectores de mayores ingresos están mejor educados y tienden a alcanzar mayores resultados. Esto fue cierto en todos los países examinados, aunque más evidente en algunos países, como Alemania.

## Resultados de la prueba general PISA

### PISA 2022
Los resultados de PISA 2022 se presentaron el 5 de diciembre de 2023, incluyendo datos de alrededor de 700,000 estudiantes participantes en 81 países y economías. Singapur emergió como el país con mejor desempeño en todas las categorías.
Líbano y las provincias/municipios chinos de Beijing, Shanghái, Jiangsu y Zhejiang participaron en esta edición, pero sus resultados no se publicaron debido a que no pudieron recolectar todos los datos por las restricciones del COVID.
Debido al conflicto entre Rusia y Ucrania, solo se recolectaron datos de 18 de las 27 regiones ucranianas. Por lo tanto, los resultados no son representativos de las siguientes regiones: Dnipropetrovsk, Donetsk, Járkov, Luhansk, Zaporizhzhia, Jersón, Mykolaiv, la República Autónoma de Crimea y la ciudad de Sebastopol.En la siguiente tabla se muestra el puntaje promedio para cada país.
| 1  | Singapur                   | 575 |
| 2  | Macao, China               | 552 |
| 3  | Taiwán                     | 547 |
| 4  | Hong Kong, China           | 540 |
| 5  | Japón                      | 536 |
| 6  | Corea del Sur              | 527 |
| 7  | Estonia                    | 510 |
| 8  | Suiza                      | 508 |
| 9  | Canadá                     | 497 |
| 10 | Países Bajos               | 493 |
| 11 | Irlanda                    | 492 |
| 12 | Bélgica                    | 489 |
| 13 | Dinamarca                  | 489 |
| 14 | Reino Unido                | 489 |
| 15 | Polonia                    | 489 |
| 16 | Australia                  | 487 |
| 17 | Austria                    | 487 |
| 18 | República Checa            | 487 |
| 19 | Eslovenia                  | 485 |
| 20 | Finlandia                  | 484 |
| 21 | Letonia                    | 483 |
| 22 | Suecia                     | 482 |
| 23 | Nueva Zelanda              | 479 |
| 24 | Alemania                   | 475 |
| 25 | Lituania                   | 475 |
| 26 | Francia                    | 474 |
| 27 | España                     | 473 |
| 28 | Hungría                    | 473 |
| 29 | Portugal                   | 472 |
|    | Media Internacional (OECD) | 472 |
| 30 | Italia                     | 471 |
| 31 | Vietnam                    | 469 |
| 32 | Noruega                    | 468 |
| 33 | Malta                      | 466 |
| 34 | Estados Unidos             | 465 |
| 35 | Eslovaquia                 | 464 |
| 36 | Croacia                    | 463 |
| 37 | Islandia                   | 459 |
| 38 | Israel                     | 458 |
| 39 | Turquía                    | 453 |
| 40 | Brunéi                     | 442 |
| 41 | Ucrania                    | 441 |
| 42 | Serbia                     | 440 |
| 43 | Emiratos Árabes Unidos     | 431 |
| 44 | Grecia                     | 430 |
| 45 | Rumania                    | 428 |
| 46 | Kazajistán                 | 425 |
| 47 | Mongolia                   | 425 |
| 48 | Chipre                     | 418 |
| 49 | Bulgaria                   | 417 |
| 50 | Moldavia                   | 417 |
| 51 | Catar                      | 414 |
| 52 | Chile                      | 412 |
| 53 | Uruguay                    | 409 |
| 54 | Malasia                    | 409 |
| 55 | Montenegro                 | 406 |
| 56 | Bakú, Azerbaiyán           | 397 |
| 57 | México                     | 395 |
| 58 | Tailandia                  | 394 |
| 59 | Perú                       | 391 |
| 60 | Georgia                    | 390 |
| 61 | Macedonia del Norte        | 389 |
| 62 | Arabia Saudita             | 389 |
| 63 | Costa Rica                 | 385 |
| 64 | Colombia                   | 383 |
| 65 | Brasil                     | 379 |
| 66 | Argentina                  | 378 |
| 67 | Jamaica                    | 377 |
| 68 | Albania                    | 368 |
| 69 | Indonesia                  | 366 |
| 70 | Autoridad Palestina        | 366 |
| 71 | Marruecos                  | 365 |
| 72 | Uzbekistán                 | 364 |
| 73 | Jordania                   | 361 |
| 74 | Panamá                     | 357 |
| 75 | Kosovo                     | 355 |
| 76 | Filipinas                  | 355 |
| 77 | Guatemala                  | 344 |
| 78 | El Salvador                | 343 |
| 79 | República Dominicana       | 339 |
| 80 | Paraguay                   | 338 |
| 81 | Camboya                    | 336 |

| 1  | Singapur                   | 561 |
| 2  | Japón                      | 547 |
| 3  | Macao, China               | 543 |
| 4  | Taiwán                     | 537 |
| 5  | Corea del Sur              | 528 |
| 6  | Estonia                    | 526 |
| 7  | Hong Kong, China           | 520 |
| 8  | Canadá                     | 515 |
| 9  | Finlandia                  | 511 |
| 10 | Australia                  | 507 |
| 11 | Irlanda                    | 504 |
| 12 | Nueva Zelanda              | 504 |
| 13 | Suiza                      | 503 |
| 14 | Eslovenia                  | 500 |
| 15 | Reino Unido                | 500 |
| 16 | Estados Unidos             | 499 |
| 17 | Polonia                    | 499 |
| 18 | República Checa            | 498 |
| 19 | Dinamarca                  | 494 |
| 20 | Letonia                    | 494 |
| 21 | Suecia                     | 494 |
| 22 | Alemania                   | 492 |
| 23 | Austria                    | 491 |
| 24 | Bélgica                    | 491 |
| 25 | Países Bajos               | 488 |
| 26 | Francia                    | 487 |
| 27 | Hungría                    | 486 |
| 28 | España                     | 485 |
| 29 | Media Internacional (OECD) | 485 |
|    | Lituania                   | 484 |
| 30 | Portugal                   | 484 |
| 31 | Croacia                    | 483 |
| 32 | Noruega                    | 478 |
| 33 | Italia                     | 477 |
| 34 | Turquía                    | 476 |
| 35 | Vietnam                    | 472 |
| 36 | Malta                      | 466 |
| 37 | Israel                     | 465 |
| 38 | Eslovaquia                 | 462 |
| 39 | Ucrania                    | 450 |
| 40 | Islandia                   | 447 |
| 41 | Serbia                     | 447 |
| 42 | Brunéi                     | 446 |
| 43 | Chile                      | 444 |
| 44 | Grecia                     | 441 |
| 45 | Uruguay                    | 435 |
| 46 | Emiratos Árabes Unidos     | 432 |
| 47 | Catar                      | 432 |
| 48 | Rumania                    | 428 |
| 49 | Kazajistán                 | 423 |
| 50 | Bulgaria                   | 421 |
| 51 | Moldavia                   | 417 |
| 52 | Malasia                    | 416 |
| 53 | Mongolia                   | 412 |
| 54 | Chipre                     | 411 |
| 55 | Colombia                   | 411 |
| 56 | Costa Rica                 | 411 |
| 57 | México                     | 410 |
| 58 | Tailandia                  | 409 |
| 59 | Perú                       | 408 |
| 60 | Argentina                  | 406 |
| 61 | Brasil                     | 403 |
| 62 | Jamaica                    | 403 |
| 63 | Montenegro                 | 403 |
| 64 | Arabia Saudita             | 390 |
| 65 | Panamá                     | 388 |
| 66 | Georgia                    | 384 |
| 67 | Indonesia                  | 383 |
| 68 | Bakú, Azerbaiyán           | 380 |
| 69 | Macedonia del Norte        | 380 |
| 70 | Albania                    | 376 |
| 71 | Jordania                   | 375 |
| 72 | El Salvador                | 374 |
| 73 | Guatemala                  | 373 |
| 74 | Autoridad Palestina        | 369 |
| 75 | Paraguay                   | 368 |
| 76 | Marruecos                  | 365 |
| 77 | República Dominicana       | 360 |
| 78 | Kosovo                     | 357 |
| 79 | Filipinas                  | 356 |
| 80 | Uzbekistán                 | 355 |
| 81 | Camboya                    | 347 |

| 1  | Singapur                   | 543 |
| 2  | Irlanda                    | 516 |
| 3  | Japón                      | 516 |
| 4  | Corea del Sur              | 515 |
| 5  | Taiwán                     | 515 |
| 6  | Estonia                    | 511 |
| 7  | Macao, China               | 510 |
| 8  | Canadá                     | 507 |
| 9  | Estados Unidos             | 504 |
| 10 | Nueva Zelanda              | 501 |
| 11 | Hong Kong, China           | 500 |
| 12 | Australia                  | 498 |
| 13 | Reino Unido                | 494 |
| 14 | Finlandia                  | 490 |
| 15 | Dinamarca                  | 489 |
| 16 | Polonia                    | 489 |
| 17 | República Checa            | 489 |
| 18 | Suecia                     | 487 |
| 19 | Suiza                      | 483 |
| 20 | Italia                     | 482 |
| 21 | Alemania                   | 480 |
| 22 | Austria                    | 480 |
| 23 | Bélgica                    | 479 |
| 24 | Noruega                    | 477 |
| 25 | Portugal                   | 477 |
| 26 | Media Internacional (OECD) | 476 |
| 27 | Croacia                    | 475 |
| 28 | Letonia                    | 475 |
| 29 | España                     | 474 |
|    | Francia                    | 474 |
| 30 | Israel                     | 474 |
| 31 | Hungría                    | 473 |
| 32 | Lituania                   | 472 |
| 33 | Eslovenia                  | 469 |
| 34 | Vietnam                    | 462 |
| 35 | Países Bajos               | 459 |
| 36 | Turquía                    | 456 |
| 37 | Chile                      | 448 |
| 38 | Eslovaquia                 | 447 |
| 39 | Malta                      | 445 |
| 40 | Serbia                     | 440 |
| 41 | Grecia                     | 438 |
| 42 | Islandia                   | 436 |
| 43 | Uruguay                    | 430 |
| 44 | Brunéi                     | 429 |
| 45 | Rumania                    | 428 |
| 46 | Ucrania                    | 428 |
| 47 | Catar                      | 419 |
| 48 | Emiratos Árabes Unidos     | 417 |
| 49 | Costa Rica                 | 415 |
| 50 | México                     | 415 |
| 51 | Moldavia                   | 411 |
| 52 | Brasil                     | 410 |
| 53 | Jamaica                    | 410 |
| 54 | Colombia                   | 409 |
| 55 | Perú                       | 408 |
| 56 | Montenegro                 | 405 |
| 57 | Bulgaria                   | 404 |
| 58 | Argentina                  | 401 |
| 59 | Panamá                     | 392 |
| 60 | Malasia                    | 388 |
| 61 | Kazajistán                 | 386 |
| 62 | Arabia Saudita             | 383 |
| 63 | Chipre                     | 381 |
| 64 | Tailandia                  | 379 |
| 65 | Mongolia                   | 378 |
| 66 | Georgia                    | 374 |
| 67 | Guatemala                  | 374 |
| 68 | Paraguay                   | 373 |
| 69 | Bakú, Azerbaiyán           | 365 |
| 70 | El Salvador                | 365 |
| 71 | Indonesia                  | 359 |
| 72 | Macedonia del Norte        | 359 |
| 73 | Albania                    | 358 |
| 74 | República Dominicana       | 351 |
| 75 | Autoridad Palestina        | 349 |
| 76 | Filipinas                  | 347 |
| 77 | Jordania                   | 342 |
| 78 | Kosovo                     | 342 |
| 79 | Marruecos                  | 339 |
| 80 | Uzbekistán                 | 336 |
| 81 | Camboya                    | 329 |

### PISA 2018
La edición de PISA 2018 se llevó a cabo durante el segundo semestre de dicho año y sus resultados se publicaron en diciembre de 2019. En esta ocasión se centró en la evaluación de la competencia lectora en un entorno digital. Además incorporó una nueva área, la competencia global, vista como la capacidad de analizar asuntos globales e interculturales, así como valorar los diferentes puntos de vista a fin de emprender acciones encaminadas al bien común y al desarrollo sustentable.
Entre los países que se sumaron –o reintegraron– a PISA 2018 se encuentran Arabia Saudita, Argentina, Azerbaiyán (solo Bakú), Bielorrusia, Bosnia y Herzegovina, Brunéi, Filipinas, Marruecos, Panamá, Serbia (no participó en 2015) y Ucrania.
Las ciudades chinas de Beijing y Shanghái, participaron en conjunto con las provincias de Jiangsu y Zhejiang, ergo las siglas B-S-J-Z aluden a dichas ciudades.
| 1  | China (B-S-J-Z)        | 555 |
| 2  | Singapur               | 549 |
| 3  | Macao, China           | 525 |
| 4  | Hong Kong, China       | 524 |
| 5  | Estonia                | 523 |
| 6  | Canadá                 | 520 |
| 7  | Finlandia              | 520 |
| 8  | Irlanda                | 518 |
| 9  | Corea del Sur          | 514 |
| 10 | Polonia                | 512 |
| 11 | Suecia                 | 506 |
| 11 | Nueva Zelanda          | 506 |
| 13 | Estados Unidos         | 505 |
| 14 | Reino Unido            | 504 |
| 14 | Japón                  | 504 |
| 16 | Australia              | 503 |
| 16 | Taiwán                 | 503 |
| 18 | Dinamarca              | 501 |
| 19 | Noruega                | 499 |
| 20 | Alemania               | 498 |
| 21 | Eslovenia              | 495 |
| 22 | Bélgica                | 493 |
| 22 | Francia                | 493 |
| 24 | Portugal               | 492 |
| 25 | República Checa        | 490 |
| 26 | Países Bajos           | 485 |
| 27 | Austria                | 484 |
| 27 | Suiza                  | 484 |
| 29 | Croacia                | 479 |
| 29 | Letonia                | 479 |
| 29 | Rusia                  | 479 |
| 32 | Italia                 | 476 |
| 32 | Hungría                | 476 |
| 32 | Lituania               | 476 |
| 35 | Islandia               | 474 |
| 35 | Bielorrusia            | 474 |
| 37 | Israel                 | 470 |
| 37 | Luxemburgo             | 470 |
| 39 | Ucrania                | 466 |
| 39 | Turquía                | 466 |
| 41 | Eslovaquia             | 458 |
| 42 | Grecia                 | 457 |
| 43 | Chile                  | 452 |
| 44 | Malta                  | 448 |
| 45 | Serbia                 | 439 |
| 46 | Emiratos Árabes Unidos | 432 |
| 47 | Rumania                | 428 |
| 48 | Uruguay                | 427 |
| 49 | Costa Rica             | 426 |
| 50 | Chipre                 | 424 |
| 50 | Moldavia               | 424 |
| 52 | Montenegro             | 421 |
| 53 | México                 | 420 |
| 53 | Bulgaria               | 420 |
| 55 | Jordania               | 419 |
| 56 | Malasia                | 415 |
| 57 | Brasil                 | 413 |
| 58 | Colombia               | 412 |
| 59 | Brunéi                 | 418 |
| 60 | Catar                  | 407 |
| 61 | Albania                | 405 |
| 62 | Bosnia y Herzegovina   | 403 |
| 63 | Argentina              | 402 |
| 64 | Perú                   | 401 |
| 65 | Arabia Saudita         | 399 |
| 66 | Tailandia              | 393 |
| 66 | Macedonia del Norte    | 393 |
| 68 | Bakú, Azerbaiyán       | 389 |
| 69 | Kazajistán             | 387 |
| 70 | Georgia                | 380 |
| 71 | Panamá                 | 377 |
| 72 | Indonesia              | 371 |
| 73 | Marruecos              | 359 |
| 74 | Líbano                 | 353 |
| 74 | Kosovo                 | 353 |
| 76 | República Dominicana   | 342 |
| 77 | Filipinas              | 340 |
| —  | España                 | —   |

| 1  | China (B-S-J-Z)        | 591 |
| 2  | Singapur               | 569 |
| 3  | Macao, China           | 558 |
| 4  | Hong Kong, China       | 551 |
| 5  | Taiwán                 | 531 |
| 6  | Japón                  | 527 |
| 7  | Corea del Sur          | 526 |
| 8  | Estonia                | 523 |
| 9  | Países Bajos           | 519 |
| 10 | Polonia                | 516 |
| 11 | Suiza                  | 515 |
| 12 | Canadá                 | 512 |
| 13 | Dinamarca              | 509 |
| 13 | Eslovenia              | 509 |
| 15 | Bélgica                | 508 |
| 16 | Finlandia              | 507 |
| 17 | Suecia                 | 502 |
| 17 | Reino Unido            | 502 |
| 19 | Noruega                | 501 |
| 20 | Irlanda                | 500 |
| 20 | Alemania               | 500 |
| 22 | República Checa        | 499 |
| 22 | Austria                | 499 |
| 24 | Letonia                | 496 |
| 25 | Francia                | 495 |
| 25 | Islandia               | 495 |
| 27 | Nueva Zelanda          | 494 |
| 28 | Portugal               | 492 |
| 29 | Australia              | 491 |
| 30 | Rusia                  | 488 |
| 31 | Italia                 | 487 |
| 32 | Eslovaquia             | 486 |
| 33 | Luxemburgo             | 483 |
| 34 | Hungría                | 481 |
| 34 | Lituania               | 481 |
| 34 | España                 | 481 |
| 37 | Estados Unidos         | 478 |
| 38 | Bielorrusia            | 472 |
| 38 | Malta                  | 472 |
| 40 | Croacia                | 464 |
| 41 | Israel                 | 463 |
| 42 | Turquía                | 454 |
| 43 | Ucrania                | 453 |
| 44 | Grecia                 | 451 |
| 44 | Chipre                 | 451 |
| 46 | Serbia                 | 448 |
| 47 | Malasia                | 440 |
| 48 | Albania                | 437 |
| 49 | Bulgaria               | 436 |
| 50 | Emiratos Árabes Unidos | 435 |
| 51 | Rumania                | 430 |
| 51 | Montenegro             | 430 |
| 51 | Brunéi                 | 430 |
| 54 | Kazajistán             | 423 |
| 55 | Moldavia               | 421 |
| 56 | Bakú, Azerbaiyán       | 420 |
| 57 | Tailandia              | 419 |
| 58 | Uruguay                | 418 |
| 59 | Chile                  | 417 |
| 60 | Catar                  | 414 |
| 61 | México                 | 409 |
| 62 | Bosnia y Herzegovina   | 406 |
| 63 | Costa Rica             | 402 |
| 64 | Jordania               | 400 |
| 64 | Perú                   | 400 |
| 66 | Georgia                | 398 |
| 67 | Macedonia del Norte    | 394 |
| 68 | Líbano                 | 393 |
| 69 | Colombia               | 391 |
| 70 | Brasil                 | 384 |
| 71 | Argentina              | 379 |
| 71 | Indonesia              | 379 |
| 73 | Arabia Saudita         | 373 |
| 74 | Marruecos              | 368 |
| 75 | Kosovo                 | 366 |
| 76 | Panamá                 | 353 |
| 77 | Filipinas              | 353 |
| 78 | República Dominicana   | 325 |

| 1  | China (B-S-J-Z)        | 590 |
| 2  | Singapur               | 551 |
| 3  | Macao, China           | 544 |
| 4  | Estonia                | 530 |
| 5  | Japón                  | 529 |
| 6  | Finlandia              | 522 |
| 7  | Corea del Sur          | 519 |
| 8  | Canadá                 | 518 |
| 9  | Hong Kong, China       | 517 |
| 10 | Taiwán                 | 516 |
| 11 | Polonia                | 511 |
| 12 | Nueva Zelanda          | 508 |
| 13 | Eslovenia              | 507 |
| 14 | Reino Unido            | 505 |
| 15 | Alemania               | 503 |
| 15 | Australia              | 503 |
| 17 | Países Bajos           | 503 |
| 18 | Estados Unidos         | 502 |
| 19 | Bélgica                | 499 |
| 19 | Suecia                 | 499 |
| 21 | República Checa        | 497 |
| 22 | Irlanda                | 496 |
| 23 | Suiza                  | 495 |
| 24 | Dinamarca              | 493 |
| 24 | Francia                | 493 |
| 26 | Portugal               | 492 |
| 27 | Austria                | 490 |
| 27 | Noruega                | 490 |
| 29 | Letonia                | 487 |
| 30 | España                 | 483 |
| 31 | Lituania               | 482 |
| 32 | Hungría                | 481 |
| 33 | Rusia                  | 478 |
| 34 | Luxemburgo             | 477 |
| 35 | Islandia               | 475 |
| 36 | Croacia                | 472 |
| 37 | Bielorrusia            | 471 |
| 38 | Ucrania                | 469 |
| 39 | Italia                 | 468 |
| 39 | Turquía                | 468 |
| 41 | Eslovaquia             | 464 |
| 42 | Israel                 | 462 |
| 43 | Malta                  | 457 |
| 44 | Grecia                 | 452 |
| 45 | Chile                  | 444 |
| 46 | Serbia                 | 440 |
| 47 | Chipre                 | 439 |
| 48 | Malasia                | 438 |
| 49 | Emiratos Árabes Unidos | 434 |
| 50 | Brunéi                 | 431 |
| 51 | Jordania               | 429 |
| 52 | Moldavia               | 428 |
| 53 | Rumania                | 426 |
| 53 | Tailandia              | 426 |
| 53 | Uruguay                | 426 |
| 56 | Bulgaria               | 424 |
| 57 | Catar                  | 419 |
| 57 | México                 | 419 |
| 59 | Albania                | 417 |
| 60 | Costa Rica             | 416 |
| 61 | Montenegro             | 415 |
| 62 | Colombia               | 413 |
| 62 | Macedonia del Norte    | 413 |
| 64 | Argentina              | 404 |
| 64 | Perú                   | 404 |
| 64 | Brasil                 | 404 |
| 67 | Bakú, Azerbaiyán       | 398 |
| 67 | Bosnia y Herzegovina   | 398 |
| 69 | Kazajistán             | 397 |
| 70 | Indonesia              | 396 |
| 71 | Arabia Saudita         | 386 |
| 72 | Líbano                 | 384 |
| 73 | Georgia                | 383 |
| 74 | Marruecos              | 377 |
| 75 | Kosovo                 | 365 |
| 75 | Panamá                 | 365 |
| 77 | Filipinas              | 357 |
| 76 | República Dominicana   | 336 |

## Evolución en los países hispanohablantes

### Habilidad lectora
| País                 | 2000 | 2003 | 2006 | 2009 | 2012 | 2015 | 2018 | 2022 |
| -------------------- | ---- | ---- | ---- | ---- | ---- | ---- | ---- | ---- |
| España               | 493  | 481  | 461  | 483  | 488  | 496  | —    | 474  |
| Chile                | 410  | —    | 442  | 449  | 441  | 459  | 452  | 448  |
| Uruguay              | —    | 434  | 413  | 426  | 411  | 437  | 427  | 430  |
| Costa Rica           | —    | —    | —    | 443  | 441  | 427  | 426  | 415  |
| México               | 422  | 400  | 410  | 425  | 424  | 423  | 420  | 415  |
| Colombia             | —    | —    | 385  | 413  | 403  | 425  | 412  | 409  |
| Perú                 | 327  | —    | —    | 370  | 384  | 398  | 401  | 408  |
| Argentina            | 418  | —    | 374  | 398  | 396  | —    | 402  | 401  |
| Panamá               | —    | —    | —    | 371  | —    | —    | 377  | 392  |
| República Dominicana | —    | —    | —    | —    | —    | 358  | 342  | 351  |

### Matemáticas
| País                 | 2000 | 2003 | 2006 | 2009 | 2012 | 2015 | 2018 | 2022 |
| -------------------- | ---- | ---- | ---- | ---- | ---- | ---- | ---- | ---- |
| España               | 476  | 485  | 480  | 483  | 484  | 486  | 481  | 473  |
| Uruguay              | —    | 422  | 427  | 427  | 409  | 418  | 418  | 409  |
| Chile                | 384  | —    | 411  | 421  | 423  | 423  | 417  | 412  |
| México               | 387  | 385  | 406  | 419  | 413  | 408  | 409  | 395  |
| Perú                 | 292  | —    | —    | 365  | 368  | 387  | 400  | 391  |
| Costa Rica           | —    | —    | —    | 409  | 407  | 400  | 402  | 385  |
| Colombia             | —    | —    | 370  | 381  | 376  | 390  | 391  | 383  |
| Argentina            | 388  | —    | 381  | 388  | 388  | —    | 379  | 378  |
| Panamá               | —    | —    | —    | 360  | —    | —    | 353  | 357  |
| República Dominicana | —    | —    | —    | —    | —    | 328  | 325  | 339  |

### Ciencias
| País                 | 2000 | 2003 | 2006 | 2009 | 2012 | 2015 | 2018 | 2022 |
| -------------------- | ---- | ---- | ---- | ---- | ---- | ---- | ---- | ---- |
| España               | 491  | 487  | 488  | 488  | 496  | 493  | 483  | 485  |
| Chile                | 415  | —    | 438  | 447  | 445  | 447  | 444  | 444  |
| Uruguay              | —    | 438  | 428  | 427  | 416  | 435  | 426  | 435  |
| México               | 422  | 405  | 410  | 416  | 415  | 416  | 419  | 410  |
| Costa Rica           | —    | —    | —    | 430  | 429  | 420  | 416  | 411  |
| Colombia             | —    | —    | 388  | 402  | 399  | 416  | 413  | 411  |
| Perú                 | 333  | —    | —    | 369  | 373  | 397  | 404  | 408  |
| Argentina            | 396  | —    | 391  | 401  | 406  | —    | 404  | 406  |
| Panamá               | —    | —    | —    | 376  | —    | —    | 365  | 388  |
| República Dominicana | —    | —    | —    | —    | —    | 332  | 336  | 360  |

## Pisa-D
El Programa para la Evaluación Internacional de Alumnos para el Desarrollo, también conocido como PISA-D, es un proyecto piloto desarrollado por la OCDE con la finalidad de permitir la participación de diversos países en vías de desarrollo en una evaluación internacional que les proporcione las herramientas necesarias para determinar el nivel educativo de su alumnado y de esta manera mejorar sus políticas públicas en materia educativa.
A diferencia de la prueba general PISA, el PISA-D incorpora a jóvenes no escolarizados de entre 14 y 16 años, pues su objetivo es evaluar de qué manera estos adolescentes aplican los
conocimientos obtenidos tanto dentro como fuera del ambiente escolar.
Los países que participaron en esta prueba son los siguientes:
| Camboya   | 321 |
| Ecuador   | 409 |
| Guatemala | 369 |
| Honduras  | 371 |
| Paraguay  | 370 |
| Senegal   | 306 |
| Zambia    | 275 |

| Camboya   | 325 |
| Ecuador   | 377 |
| Guatemala | 334 |
| Honduras  | 343 |
| Paraguay  | 326 |
| Senegal   | 304 |
| Zambia    | 258 |

| Camboya   | 330 |
| Ecuador   | 399 |
| Guatemala | 365 |
| Honduras  | 370 |
| Paraguay  | 358 |
| Senegal   | 309 |
| Zambia    | 309 |